# اطلسی (رنگ)
اطلسی یک رنگدانه آبی تیره که در ابتدا از آسیاب کردن لاجورد به پودر ساخته می‌شد. این نام از کلمه لاتین ultramarinus، به معنای واقعی کلمه «آن سوی دریا» گرفته شده‌است، زیرا این رنگدانه در قرن ۱۴ و ۱۵ توسط بازرگانان ایتالیایی از معادن در افغانستان به اروپا وارد شده‌است.
اطلسی بهترین و گران‌ترین آبی بود که نقاشان دوره رنسانس از آن استفاده کردند. اغلب برای لباس مریم مادر عیسی استفاده می‌شد و نماد تقدس و فروتنی بود. این رنگدانه بسیار گران‌قیمت باقی ماند تا اینکه یک اطلسی مصنوعی در سال ۱۸۲۶ اختراع شد.

## نگارخانه

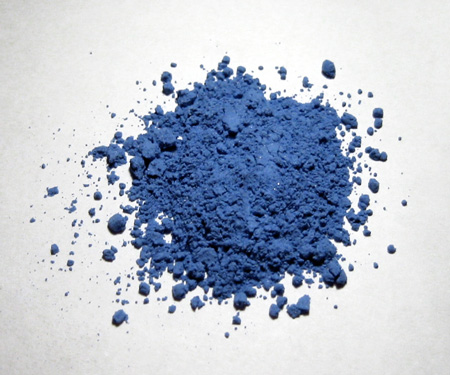
رنگدانه اطلسی طبیعی
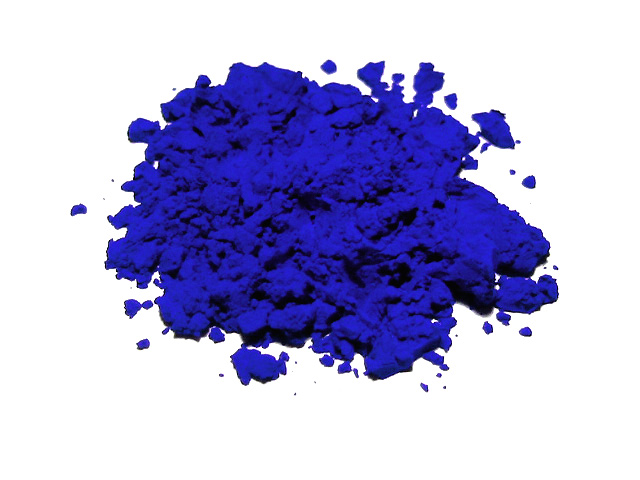
آبی اطلسی مصنوعی
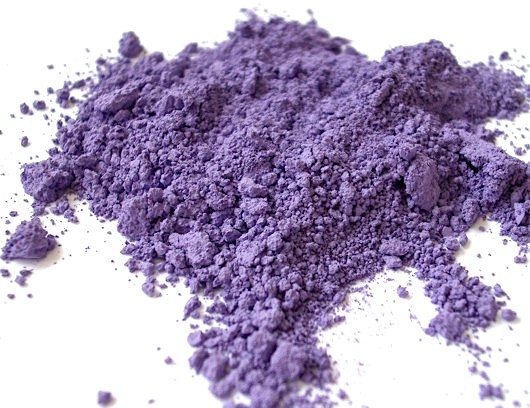
اطلسی بنفش مصنوعی
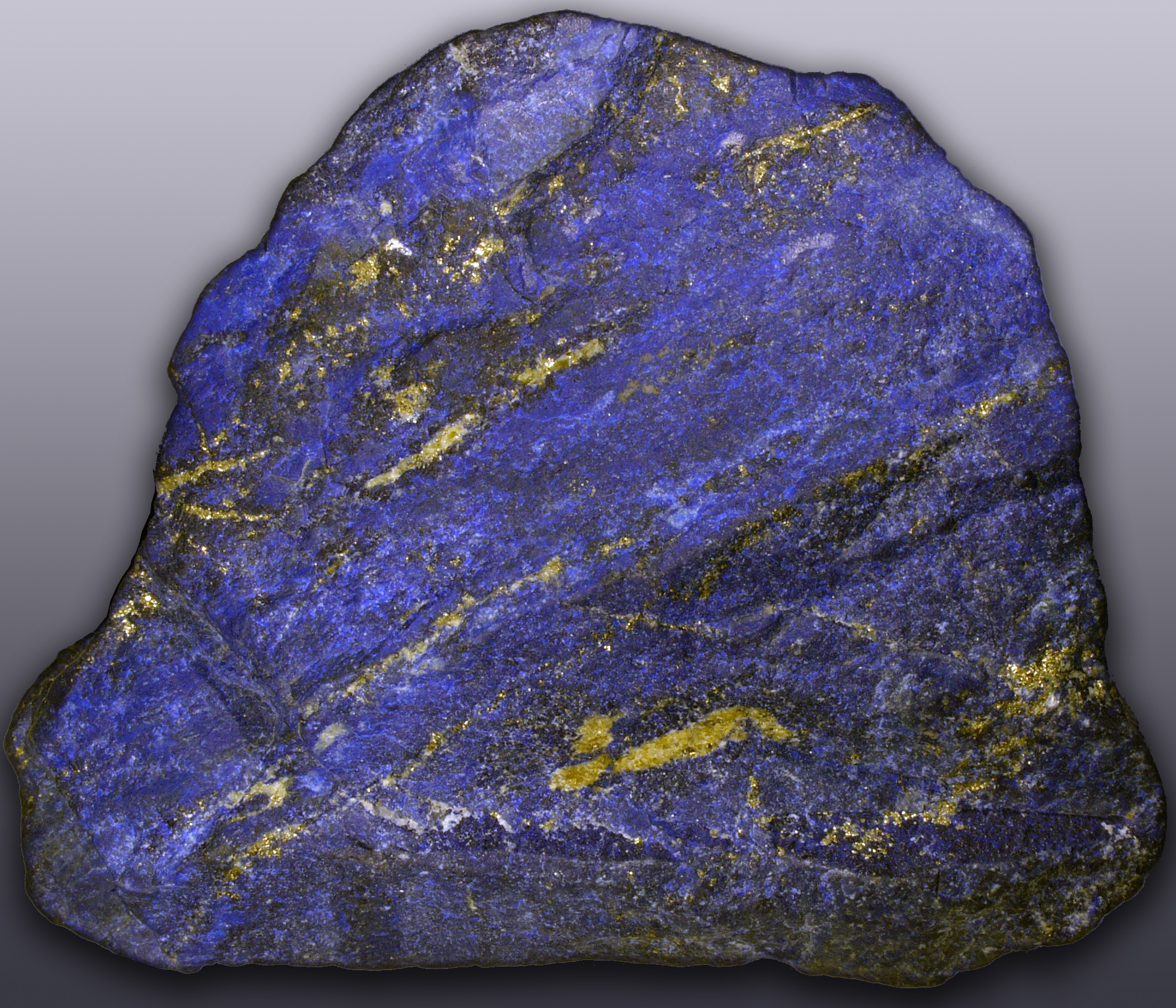
نمونۀ لاجورد (نتراشیده)، افغانستان
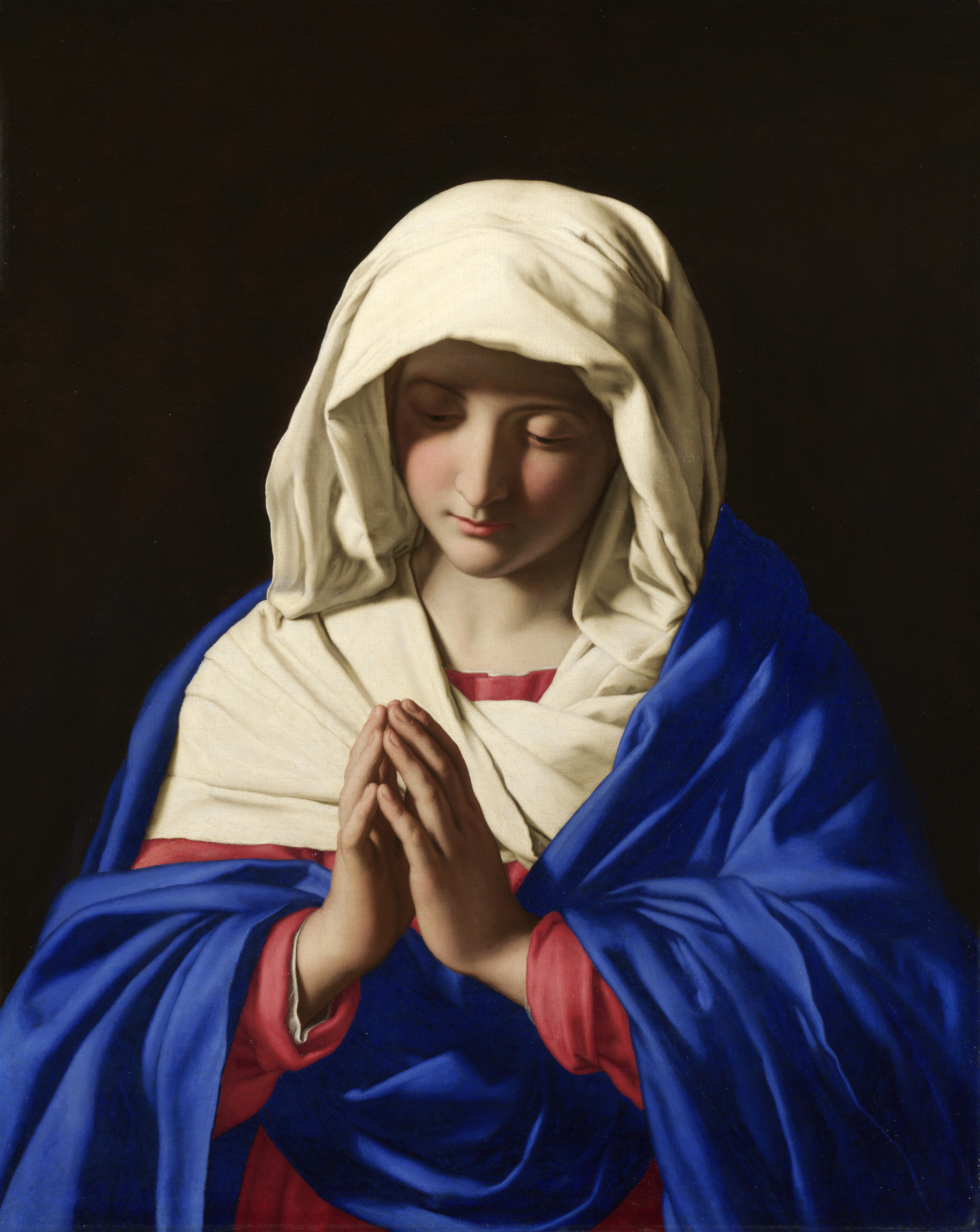
Sassoferrato نگاره‌ای از مریم مقدس در حدود سال ۱۶۵۴ میلادی؛ شنل آبی او با رنگ اطلسی نقاشی شده‌است.
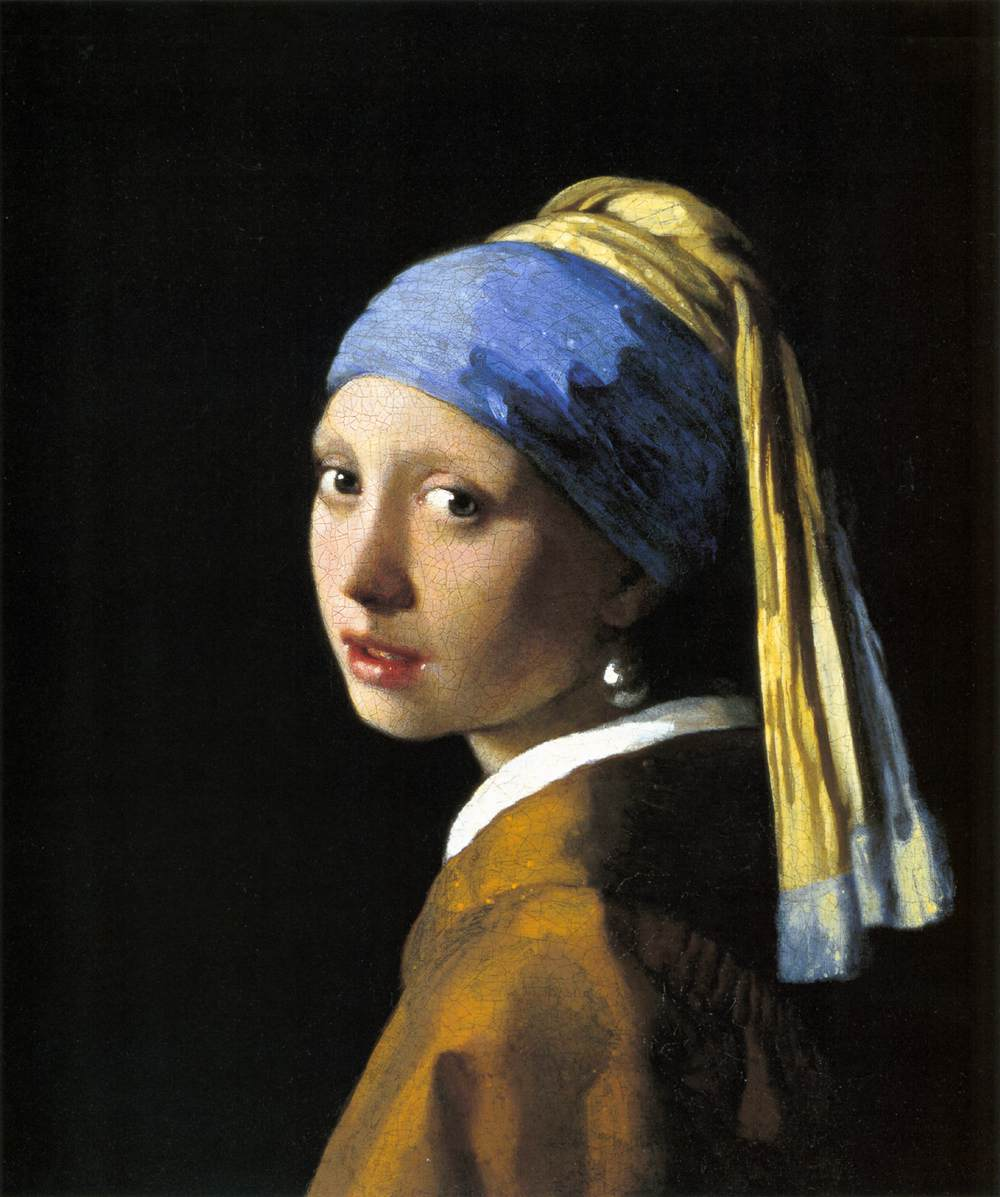
دختری با گوشواره مروارید، اثر یوهانس ورمیر (حدود سال ۱۶۶۵)
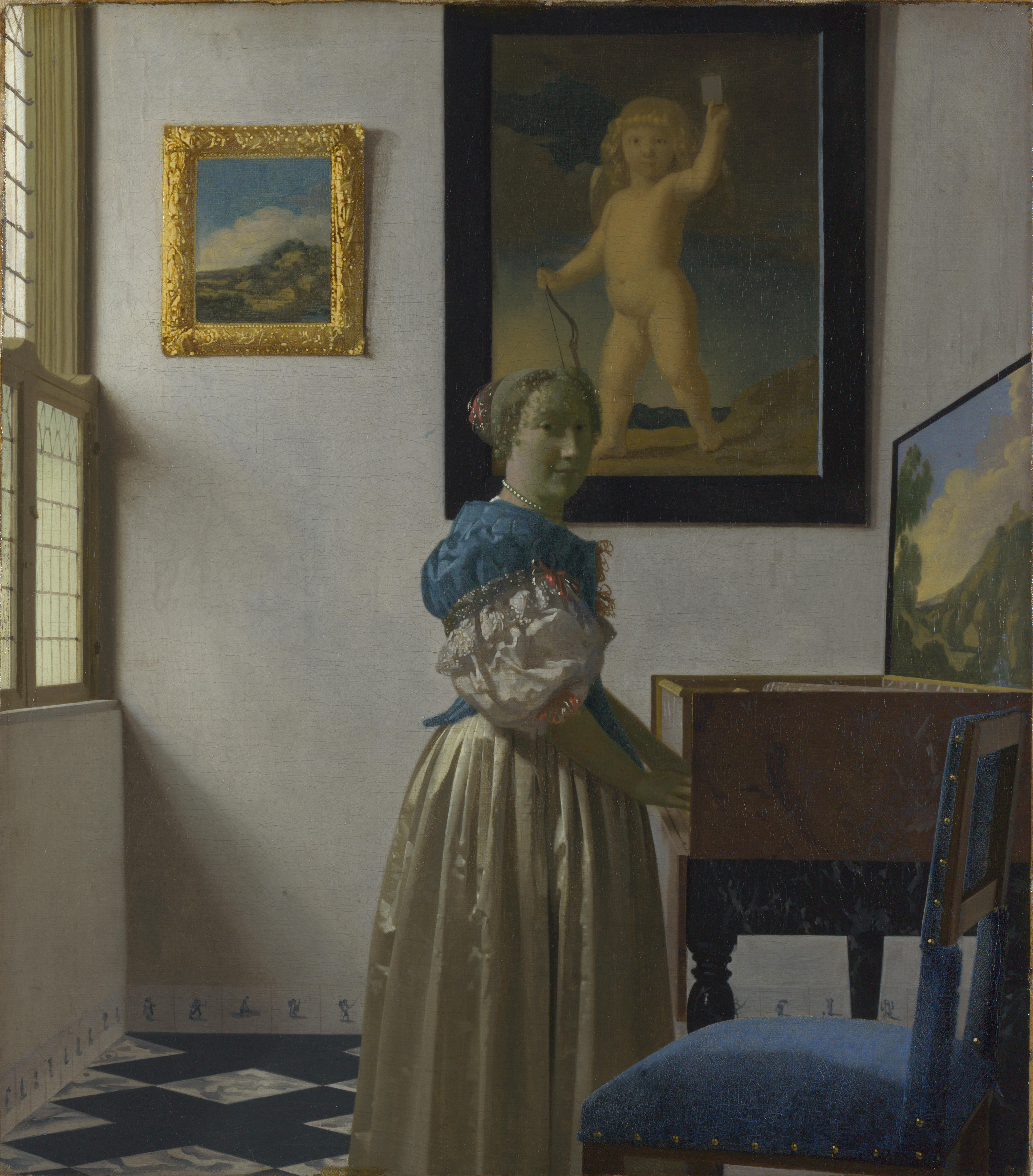
بانوی ایستاده در کنار یک کودک برهنه، اثر یوهانس ورمیر (حدود سال ۱۶۷۵)